# 鄭宗仁
鄭宗仁（1451年—1522年），字體元，號介菴，直隸河間府任丘縣（今河北任丘市）人，明朝政治人物。

## 生平
成化十六年（1480年）順天府鄉試第六名舉人，成化二十三年（1487年）丁未科進士，授戶科給事中。，晉尚寶司丞。弘治十七年（1504年），轉南京太僕寺少卿。
正德四年（1509年），改太常寺少卿，次年，晉南京太僕寺卿，不久改北京同官。正德六年（1511年），改光祿寺卿。七年，擢都察院右副都御史，提督雁門兼巡撫山西。正德十六年（1521年），升任戶部尚書總督倉場。嘉靖元年（1522年）去世，享年七十二歲。

## 家族
其先為河南祥符縣人，曾祖鄭輝遷居任丘。祖父鄭鐸，副使；父鄭綱，義官。母宋氏。具庆下。